# برنارد جولي
برنارد جولي هو سياسي فرنسي، ولد في 26 أكتوبر 1934 في تروا في فرنسا، وتوفي في 10 يناير 2020 في نيس في فرنسا.

## مناصب
- انتخب عضو المجلس العام  [لغات أخرى]‏.
- انتخب عضو مجلس الشيوخ الفرنسي ‏.
- انتخب عضو مجلس جهوي ‏.
- انتخب رئيس بلدية [الإنجليزية]‏.